# Kiralnost (kemija)
Királnost je geometrijska lastnost nekaterih molekul in ionov. Kiralna molekula ali kiralni ion ni identična svoji zrcalni sliki. Prisotnost asimetričnega ogljikovega centra je ena od več strukturnih značilnosti, ki povzročajo kiralnost organskih in anorganskih molekul. Izraz kiralnost izhaja iz starogrške besede za roko – starogrško χειρ:  kheir.
Zrcalne slike kiralnih molekul/ionov se imenujejo enantiomeri ali optični izomeri. Posamezni enantiomeri so pogosto imenovani bodisi kot »desni« bodisi kot »levi«. Kiralnost je pomemben dejavnik pri obravnavi stereokemije v organski in anorganski kemiji. Koncept ima velik praktični pomen, saj je večina biomolekul in zdravilnih učinkovin kiralnih.
Kiralne molekule in ione se opisujejo na različne načine, s katerimi se opredeljuje njihovo absolutno konfiguracijo, ki kodificira geometrijo neke spojine ali njeno sposobnost sukanja planarno polarizirane svetlobe, kar je pogosta metoda pri preučevanju kiralnosti.

## Definicija
Kiralnost temelji na elementih molekularne simetrije. Kiralna spojina lahko na primer ne vsebuje nobene nelastne osi vrtenja (Sn), ki vključuje ravnine simetrije in inverzni center. Kiralne molekule so vedno dissimetrične (brez Sn), vendar ne vedno asimetrične (brez vseh elementov simetrije razen trivialne identitete). Asimetrične molekule so vedno kiralne.
| os vrtenja (Cn) | nelastni elementi vrtenja (Sn) | nelastni elementi vrtenja (Sn)  | nelastni elementi vrtenja (Sn)   |
| --------------- | ------------------------------ | ------------------------------- | -------------------------------- |
|                 | kiralen brez Sn                | akiralen zrcalna ravnina S1 = σ | akiralen center inverzije S2 = i |
| C1              |                                |                                 |                                  |
| C2              |                                |                                 |                                  |

## Stereogeni centri
Na splošno imajo kiralne molekule točkovno kiralnost na enem stereogenem atomu, ki ima štiri različne substituente. Reče se, da imata enantiomera take spojine na tem centru različno absolutno konfiguracijo. Ta center je torej stereogen (tj. vzrok stereoizomerije). Stereogeni atom je običajno ogljikov, zlasti v mnogih bioloških molekulah. Vendar pa kiralnost lahko obstaja na vsakem atomu, vključno s kovinskimi (kot v mnogih kiralnih koordinacijskih spojinah), fosforjevimi ali žveplovimi. Stereogeni dušik je prav tako možen, vendar pa lahko učinki inverzije dušika bistveno otežijo oziroma onemogočijo izolacijo takih spojin.
Čeprav prisotnost stereogenega centra pojasnjuje veliko večino primerov, obstaja mnogo variacij in izjem. Kiralna snov na primer ne vsebuje nujno stereogeni atom. Zgledi: 1-bromo-3-kloro-5-fluoroadamantan, metiletilfeniltetraedran, nekateri kaliksareni in fulereni, ki so inherentno kiralni. C2-simetrični zvrsti 1,1'-bi-2-nafthol (BINOL) in 1,3-dikloro-alen sta osno kiralni. (E)-ciklookten in mnogo ferocenov je planarno kiralnih.
Ko je optična rotacija enantiomra prenizka za praktično merjenje, zvrst izkazuje kriptokiralnost.
Pri preučevanju kiralnosti je treba upoštevati tudi razlike med izotopi. Nazoren zgled je derivat benzil alkohola PhCHDOH, ki je kiralen. Za S-enantiomer velja [α]D = +0.715°.

## V biokemiji
Številne biološko aktivne molekule so kiralne, vključno z naravnimi aminokislinami (gradniki beljakovin) in sladkorji. V bioloških sistemih je večina teh spojin enake kiralnosti: večina aminokislin je levosučnih (L), večina sladkorjev pa desnosučnih (D). D-aminokisline so v naravi zelo redke in so do sedaj bile odkrite le v majhnih peptidih, pritrjenih na celično steno bakterij.
Izvor te homokiralnosti v biologiji je predmet mnogih razprav. Večina znanstvenikov verjame, da je bila »izbira« kiralnosti povsem naključna in da če še kje v vesolju obstaja življenje, osnovano na ogljiku, je njegova kiralnost lahko nasprotna naši. Vendar pa obstaja nekaj domnev, ki pravi, da naj bi zgodnje aminokisline nastale iz kometnega prahu. V tem primeru naj bi krožno polarizirano sevanje (ki sestavlja 17 % zvezdnega sevanja) povzročilo selektivno uničenje ene kiralnosti aminokislin, kar bi lahko povzročilo pristransko selekcijo in homokiralnost.
Kiralni encimi pogosto razlikujejo med dvema enantiomeroma istega kiralnega substrata. Lahko se predstavlja, da ima encim rokavici podobno vezavno mesto, na katerega veže substrat. Če je ta rokavica desničarska, se bo en enantiomer prilegal vanjo, medtem ko se drugi ne bo in bo njegova vezava zelo malo verjetna.
L-aminokisline so po navadi brez okusa, medtem ko imajo D-aminokisline običajno sladek okus. Listi zelene mete vsebujejo L-enantiomer karvona ali R-(–)-karvon in kuminina semena vsebujejo D-enantiomer ali S-(+)-karvona. Večini ljudi ta dva enantiomera dišita drugače, saj so človekovi vohalni receptorji kiralni.
Kiralnost je pomembna tudi v kontekstu urejenih faz. Dodatek majhne količine optično aktivne molekule nematski fazi (fazi, ki ima daljnosežno vrsto molekul) slednjo spremeni v kiralno nematsko fazo (ali holestrsko). Tovrstna kiralnost je bila raziskana tudi v okviru polimernih tekočin.

## V anorganski kemiji
Kiralnost je simetrijska lastnost, ne pa značilnost določenega dela periodnega sistema. Mnogo anorganskih materialov, molekul in ionov je torej kiralnih. Kremen je zled iz rudninskega sveta. Taki brezcentrski materiali so zanimivi za nelinearno optiko.
Na področju koordinacijske kemije in organokovinske kemije je kiralnost prodornega in praktičnega pomena. Znan zled je kompleks tris(bipiridin)rutenij(II), v katerem se trije bipiridinski ligandi razporedijo v obliki kiralnega propelerja. Enantiomera kompleksov, kot je [Ru(2,2'-bipiridin)3]2+, se lahko imenuje Λ (velika grška črka lambda, grški »L«) za levosučni propeler iz ligandov in Δ (velika grška črka delta, grški »D«) za desnosučnega (na sliki).
Kiralni ligandi lahko kovinskemu kompleksu dodelijo kiralnost, kot je razvidno iz kovinsko-aminokislinskih kompleksov. Če kovina izkazuje katalitske lastnosti, je njegova kombinacija s kiralnim ligandom osnova asimetrične katalize.

## Metode in prakse
Izraz optična aktivnost izhaja iz interakcije kiralnih materialov s polarizirano svetlobo. Levosučna ali (−)-oblika nekega optičnega izomera v raztopini suka ravnino žarka linearno polarizirane svetlobe v nasprotni smeri urnega kazalca. Desnosučna ali (+)-oblika nekega optičnega izomera pa nasprotno. Rotacija svetlobe se meri s pomočjo polarimetra in je izražena kot optična rotacija.

## Razna nomenklatura
- Vsaka neracemska kiralna snov se imenuje skalemična. Skalemični materiali so lahko enantiočisti ali enantioobogateni.[14]
- Kiralna snov je enantiočista, ko je le eden od dveh možnih enantiomerov prisoten, tako da imajo vsi delci v vzorcu enako kiralnost. Uporaba izraza homokiralen kot sopomenka se močno odsvetuje.[15]
- Kiralna snov je enantioobogatena ali heterokiralna, ko je njeno enantiomerno razmerje večje od 50 : 50, vendar manjše od 100 : 0.[16]
- Enantiomerni presežek ali ee (angl. enantiomeric excess) je razlika med tem, koliko enega enantiomera je prisotnega v primerjavi z drugim. Na primer vzorec s 40 % ee R vsebuje 70 % R in 30 % S (70 % − 30 % = 40 %).[17]

## Zgodovina
Sukanje planarno polarizirane svetlobi s strani kiralnih snovi je leta 1815 prvi opazoval Jean-Baptiste Biot, pozneje je to sukanje pridobilo veliko pomembnost v sladkorni industriji, analizni kemiji in farmacevtskih izdelkih. Louis Pasteur je leta 1848 sklepal, da ima ta pojav molekularne osnove. Sam izraz kiralnost je leta 1894 skoval lord Kelvin. Različni enantiomeri ali diastereomeri neke spojine so bili najprej imenovani optični izomeri zaradi svojih različnih optičnih lastnosti. Na neki točki je bila kiralnost povezana zgolj z organsko kemijo, vendar je to zmotno prepričanje ovrgel Alfred Werner z dognanji o popolnoma anorganski spojini heksolu.